# 湯船山
湯船山（ゆぶねやま）は丹沢山地西部、神奈川県足柄上郡山北町と静岡県駿東郡小山町の境に位置する標高1,041mの山である。

## 概要
山梨県道730号・神奈川県道730号・静岡県道147号山中湖小山線の明神峠から不老山へと伸びる県境尾根の途中にある山で、同尾根の最高地点である。山頂周辺はブナやミズナラなどの森林が広がっており、展望はない。
山名は南麓の小山町にある「湯船」集落に由来する。

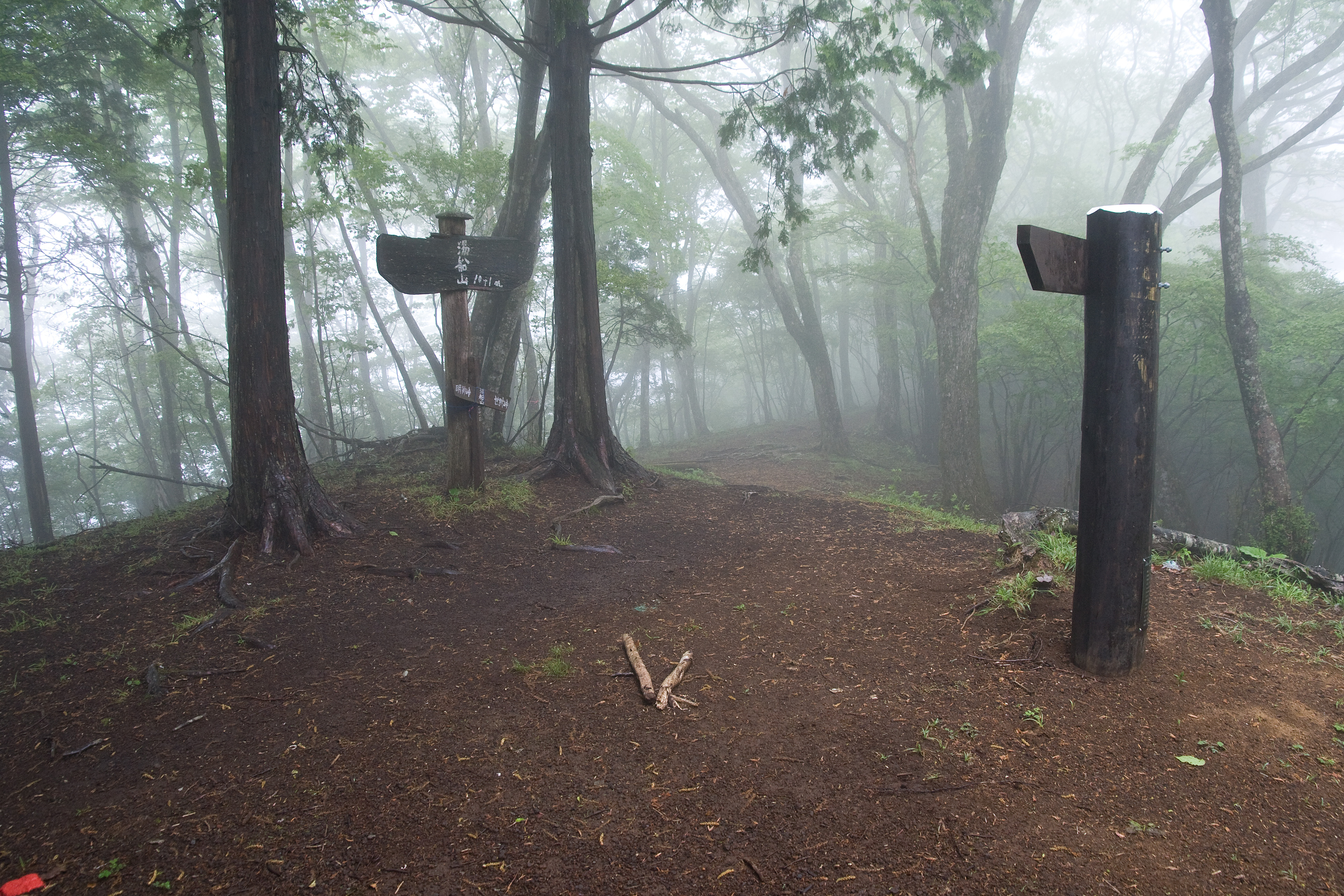
湯船山山頂部
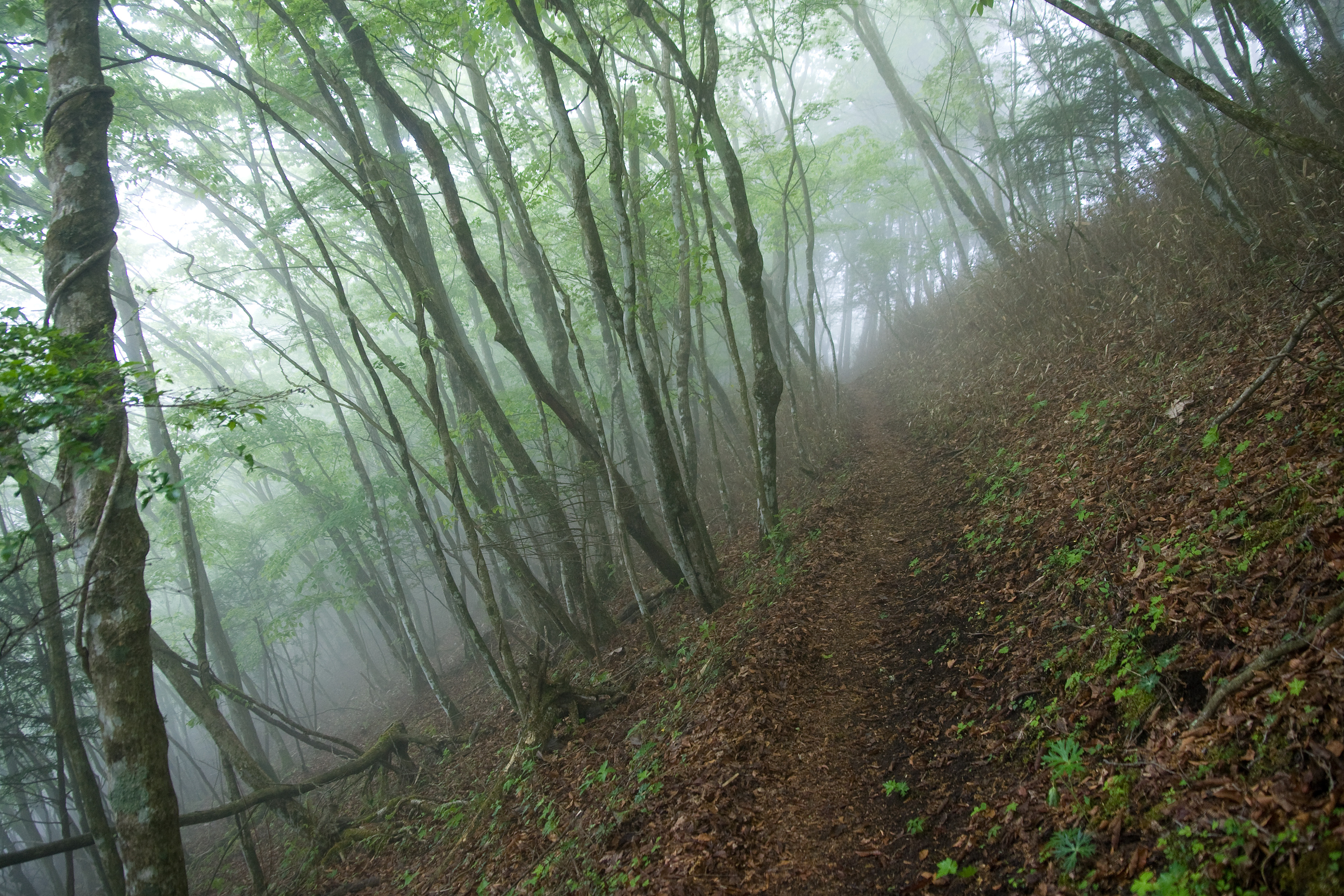
湯船山付近の登山道

## 登山口
明神峠が最寄りの登山口である。明神峠まではJR御殿場線の駿河小山駅から春から秋の土休日限定でバスが出ている。

## 周辺の山
| 山容 | 名称     | 標高（m） | 湯船山からの 方角と距離（km） | 備考                                                      |
| ---- | -------- | --------- | ----------------------------- | --------------------------------------------------------- |
|      | 三国山   | 1,340     | 西 3.8                        |                                                           |
|      | 明神峠   | 900       | 西 1.6                        | 山梨県道730号・神奈川県道730号・静岡県道147号山中湖小山線 |
|      | 明神山   | 976       | 西 0.9                        |                                                           |
|      | 湯船山   | 1,041     | 0                             |                                                           |
|      | 白嵓ノ頭 | 978       | 東 0.9                        | 「白クラノ頭」とも                                        |
|      | 峰坂峠   | 720       | 東 2.3                        |                                                           |
|      | 世附峠   | 700       | 東 3.3                        |                                                           |
|      | 不老山   | 928       | 東 4.1                        |                                                           |